# Боров модел атома
Боров модел атома представља атом са малим позитивно наелектрисаним језгром око којег се електрони крећу у кружним орбитама слично кретању планета око Сунца. Дакле, по Боровом моделу атом је сличан планетарном систему с том разликом што привлачна сила потиче од електростатичке интеракције а не од гравитације. Главни успех модела, који је предложио Нилс Бор 1913. године, је објашњење Ридбергове формуле за спектралне емисионе линије атомског водоника. Ридбергова формула је експериментално од раније била позната али је тек Боровим моделом била квантитативно теоријски објашњена и повезана са основним особинама атома.
У атомској физици, Боров модел или Рудерфорд-Боров модел је био први успешан модел атома. Развијен од 1911. до 1918. од стране Нилса Бора и надовезујући се на нуклеарни модел Ернеста Радерфорда, он је заменио модел пудинга од шљива Џозефа Џона Томсона, да би био замењен квантним атомским моделом током 1920-их. Састоји се од малог, густог језгра окруженог електронима у орбитама. То је аналогно структури Сунчевог система, али са привлачењем које обезбеђује електростатичка сила, а не гравитација, и са квантизованим енергијама електрона (претпостављајући само дискретне вредности).
У историји атомске физике, пратио је и на крају заменио неколико ранијих модела, укључујући модел соларног система Џозефа Лармора (1897), модел Жана Перина (1901), кубни модел (1902), сатурнски модел Хантаро Нагаоке (1904), модел пудинга од шљива (1904), квантни модел Артура Хаса (1910), Ратерфордов модел (1911) и нуклеарни квантни модел Џона Вилијама Николсона (1912). Побољшање у односу на Радерфордов модел из 1911. године се углавном односило на нову квантно-механичку интерпретацију коју су увели Хас и Николсон, али напуштајући сваки покушај објашњења зрачења према класичној физици.
Кључни успех модела лежи у објашњавању Ридбергове формуле за спектралне емисионе линије водоника. Иако је Ридбергова формула била позната експериментално, није добила теоријску основу све док није уведен Боров модел. Не само да је Боров модел објаснио разлоге за структуру Ридбергове формуле, већ је пружио и оправдање за фундаменталне физичке константе које чине емпиријске резултате формуле.
Боров модел је релативно примитиван модел атома водоника, у поређењу са моделом валентне љуске. Као теорија, може се извести као апроксимација првог реда атома водоника користећи ширу и много тачнију квантну механику и стога се може сматрати застарјелом научном теоријом. Међутим, због своје једноставности и тачних резултата за одабране системе (за примену погледајте доле), Боров модел се и даље обично учи да би се упознали студенти са квантном механиком или дијаграмима нивоа енергије пре него што пређе на тачније, али сложеније, атоме валентне љуске. Сродни квантни модел је предложио Артур Ерих Хас 1910. године, али је одбачен све до Солвејског конгреса 1911. године, где се о њему детаљно расправљало. Квантна теорија периода између Планковог открића кванта (1900) и појаве зреле квантне механике (1925) често се назива старом квантном теоријом.

## Историја
Из Радерфордових експеримената постало је јасно да су позитивно наелектрисање и маса атома концентрисани у центру атома око којег се налази дифузни облак електрона, носиоца негативног наелектрисања. Из тога се природно наметнуо планетарни модел атома у којем се електрони крећу око језгра попут планета око сунца. Међутим, планетарни модел атома наилазио је на бројне потешкоће у погледу објашњења стабилности атома и природе атомских спектара. На пример, према класичним законима електродинамике, наелектрисање у кружној путањи мора да емитује електромагнетно зрачење губећи при томе енергију. Тако би и електрон у кружној орбити око језгра требало непрекидно да емитује зрачење. При томе би због губитка енергије његова путања требало да буде спирални пад у атомско језгро, а емитовано зрачење континуално, јер се енергија емитера непрекидно смањује. Међутим још крајем 19. века у бројним експериментима са електричним пражњењем у разређеним гасовима, показано је да атоми емитују зрачење на дискретним, добро дефинисаним фреквенцијама.
Проблем примене класичне електродинамике на атомске системе Бор је решио предложивши теорију која је успешно објаснила спектре једноелектронских атома.
Основне црте теорије могу се изложити у облику Борових постулата (претпоставки):
1. Кулонова сила саопштава планетарном електрону центрипетално убрзање потребно за динамички стабилну кружну путању.
2. Дозвољене су само оне орбите код којих је момент импулса, L, (угаони момент) електрона целобројни умножак ℏ где је ℏ = h/2π: L = nℏ, n = 1, 2, ... и h Планкова константа.
3. Електрон који се креће по стабилној орбити не зрачи.
4. Емисија или апсорпција зрачења дешава се само приликом преласка електрона из једне орбите у другу.

Првим постулатом прихваћен је планетарни модел атома као и чињеница да су доминантне интеракције у атому електростатичке природе. Из другог постулата следи да је поред наелектрисања и енергије у атомским системима квантован и момент импулса. Трећи постулат одбацује проблематичну тврдњу да наелектрисање у убрзаном кретању мора да зрачи у атомским системима упркос њеној ваљаности у макроскопском свету. Четврти постулат успоставља везу са Планковом теоријом зрачења, пошто је фреквенција фотона који се емитује или апсорбује дата енергијском разликом два стања подељеном са h.
Све до друге деценије 20. века атомски модели су углавном били спекулативни. Чак се и концепт атома, а камоли атома са унутрашњом структуром, суочио са противљењем неких научника.‍:2

### Планетарни модели
У касним 1800-им спекулације о могућој структури атома укључивале су планетарне моделе са наелектрисаним електронима у орбити.‍:35 Ови модели су се суочили са значајним ограничењем. Године 1897, Џозеф Лармор је показао да би убрзано наелектрисање емитовало снагу према класичној електродинамици, резултат познат као Ларморова формула. Пошто електрони присиљени да остану у орбити непрекидно убрзавају, били би механички нестабилни. Лармор је приметио да би електромагнетни ефекат више електрона, подобно распоређених, поништио један другог. Стога су каснији атомски модели засновани на класичној електродинамици били потребни да би се усвојили такви посебни вишеелектронски аранжмани.‍:113

### Томсонов модел атома
Када је Бор започео свој рад на новој атомској теорији у лето 1912. године‍:237 атомски модел који је предложио Џ Џ Томсон, сада познат као модел пудинга од шљива, био је најбољи доступни модел.‍:37 Томсон је предложио модел са електронима који се ротирају у компланарним прстеновима унутар атомске, позитивно наелектрисане, сферне запремине. Томсон је показао да је овај модел механички стабилан дугим прорачунима и да је био електродинамички стабилан под његовом првобитном претпоставком о хиљадама електрона по атому. Штавише, он је сугерисао да су посебно стабилне конфигурације електрона у прстеновима повезане са хемијским својствима атома. Он је развио формулу за расејваање бета честица која се давала утисак да се поклапа са експерименталним резултатима.‍:38 Међутим, сам Томсон је касније показао да атом има за фактор хиљаду мање електрона, оспоривши тиме аргумент стабилности и приморавши слабо схваћену позитивну сферу да има већину масе атома. Томсон такође није био у стању да објасни многе линије у атомским спектрима.‍:18

### Радерфордов нуклеарни модел
Године 1908, Ханс Гајгер и Ернест Марсден су демонстрирали да се алфа честице повремено распршују под великим угловима, што није у складу са Томсоновим моделом. Године 1911, Ернест Радерфорд је развио нови модел расејања, показујући да се уочено расејање под великим углом може објаснити компактном, високо наелектрисаном масом у центру атома. Ратерфордово расејање није укључивало електроне и стога је његов модел атома био некомплетан. Бор почиње свој први рад о свом атомском моделу описујући Ратерфордов атом као да се састоји од малог, густог, позитивно наелектрисаног језгра које привлачи негативно наелектрисане електроне.

### Атомски спектри
До почетка двадесетог века очекивало се да ће разумевање атома моћи да објасни многе атомске спектралне линије. Ове линије су у емпиријској формули сажели Јохан Балмер и Јоханес Ридберг. Лорд Рејли је 1897. године показао да вибрације електричних система предвиђају спектралне линије које зависе од квадрата вибрационе фреквенције, што је у супротности са емпиријском формулом која је директно зависила од фреквенције.‍:18 Године 1907, Артур В. Kонвej је показао да уместо да цео атом вибрира, вибрације само једног од електрона у систему који је описао Томсон могу бити довољне за објашњење спектралних серија.‍:II:106 Иако се Боров модел такође ослањао само на електрон да би објаснио спектар, он није претпоставио електродинамички модел за атом.
Други важан напредак у разумевању атомских спектара био је принцип Ридберг-Рицове комбинације који је повезивао фреквенције атомских спектралних линија са разликама између 'односа', специјалних фреквенција карактеристичних за сваки елемент.‍:173 Бор је те разлике препознао као нивое енергије атома подељене Планковом константом, што доводи до савременог гледишта да су спектралне линије резултат енергетских разлика.‍:847

### Хасов атомски модел
Године 1910, Артур Ерих Хас је предложио модел атома водоника са електроном који циркулише на површини сфере позитивног наелектрисања. Модел је подсећао на Томсонов модел пудинга од шљива, али Хас је додао радикалан нови обрт: ограничио је потенцијалну енергију електрона, {\displaystyle E_{\text{pot}}}, на сферу полупречника a да буде једнака фреквенцији, f, орбите електрона на сфери пута Планкова константа:‍:197
{\displaystyle E_{\text{pot}}={\frac {-e^{2}}{a}}=hf}
где e представља наелектрисање електрона и сфере. Хаас је комбиновао ово ограничење са једначином равнотеже сила. Привлачна сила између електрона и сфере балансира центрифугалну силу:
{\displaystyle {\frac {e^{2}}{a^{2}}}=ma(2\pi f)^{2}}
где је m маса електрона. Ова комбинација повезује полупречник сфере са Планковом константом:
{\displaystyle a={\frac {h^{2}}{4\pi ^{2}e^{2}m}}}
Хас је решио Планкову константу користећи тадашњу тренутну вредност радијуса атома водоника. Три године касније, Бор ће користити сличне једначине са различитим тумачењима. Бор је узео Планкову константу као дату вредност и користио једначине да предвиди, a, полупречник електрона који кружи у основном стању атома водоника. Ова вредност се сада зове Боров радијус.‍:197

### Утицај Солвејске конференције
Прва Солвејска конференција, 1911. године, била је једна од првих међународних конференција о физици. Присуствовало је девет Нобелових или будућих нобеловаца, укључујући Ернеста Радерфорда, Боровог ментора.‍:271  Бор није присуствовао, али је прочитао Солвејске извештаје и разговарао о њима са Радерфордом.‍:233
Тема конференције била је теорија зрачења и енергетски кванти Макс Планкових осцилатора. Планково предавање на конференцији завршено је коментарима о атомима, а дискусија која је уследила тицала се атомских модела. Хендрик Лоренц је поставио питање састава атома на основу Хасовог модела, облика Томсоновог модела пудинга од шљива са квантном модификацијом. Лоренц је објаснио да се величина атома може узети да се одреди Планкова константа као што је то урадио Хас, или да се Планкова константа може узети за одређивање величине атома.‍:273 Бор би усвојио други пут.
У дискусијама је истакнута потреба да се квантна теорија укључи у атом. Планк експлицитно помиње недостатке класичне механике.‍:273 Док је Бор већ изразио слично мишљење у својој докторској тези, на Солвеју су водећи научници тог времена расправљали о раскиду са класичним теоријама.‍:244 Борова прва публикација о његовом атомском моделу цитира Солвејски записник који каже: „Каква год да је промена у законима кретања електрона, чини се да је неопходно увести у дотичне законе величину која је страна класичној електродинамици, тј. Планкову константу, или како се то често назива елементарни квант акције.“ Охрабрен солвејским дискусијама, Бор је претпоставио да је атом стабилан и одустао од напора да стабилизује класичне моделе атома.‍:199

### Николсонова теорија атома
Године 1911, Џон Вилијам Николсон је објавио модел атома који ће утицати на Боров модел. Николсон је развио свој модел на основу анализе астрофизичке спектроскопије. Он је повезао посматране фреквенције спектралних линија са орбитама електрона у својим атомима. Веза коју је усвојио повезала је орбитални угаони момент атомског електрона са Планковом константом. Док се Планк фокусирао на квант енергије, Николсонов угаони квант момента се односи на орбиталну фреквенцију. Овај нови концепт је по први пут дао Планковој константи атомско значење.‍:169 У свом раду из 1913, Бор наводи да је Николсон пронашао квантизовани угаони момент који је важан за атом.
Други критични утицај Николсоновог рада била је његова детаљна анализа спектра. Пре Николсоновог рада Бор је мислио да спектрални подаци нису корисни за разумевање атома. Упоређујући свој рад са Николсоновим, Бор је схватио спектралне податке и њихову вредност. Када је тада од пријатеља сазнао за Балмерову компактну формулу за податке спектралне линије, Бор је брзо схватио да ће се његов модел у потпуности подударати са њом.‍:178
Николсонов модел био је заснован на класичној електродинамици по узору на Џ.Џ. Томсонов модел пудинга од шљива, али његови негативни електрони круже око позитивног језгра, и не циркулишу у сфери. Да би избегао тренутни колапс овог система, захтевао је да електрони долазе у паровима, тако да се ротационо убрзање сваког електрона усклади преко орбите.‍:163 До 1913, Бор је већ показао, из анализе губитка енергије алфа честица, да је водоник имао само један електрон, а не упарени пар.‍:195 Боров атомски модел је напустио класичну електродинамику.
Николсонов модел зрачења био је квантан, али је био везан за орбите електрона.‍:{{{1}}} Борова квантизација би га повезала са разликама у нивоима енергије његовог модела водоника, а не орбиталном фреквенцијом.

### Боров претходни рад
Бор је докторирао 1911. године са тезом 'Студије о електронској теорији метала', применом класичне електронске теорије Хендрика Лоренца. Бор је приметио два недостатка класичног модела. Први се односио на специфичну топлоту метала коју је Џејмс Клерк Максвел приметио 1875: сваки додатни степен слободе у теорији метала, попут субатомских електрона, изазива више неслагања са експериментом. Други, класична теорија није могла да објасни магнетизам.‍:194
Након доктората, Бор је кратко радио у лабораторији Џ. Џ. Томсона пре него што је прешао у Радерфордову лабораторију у Манчестеру да проучава радиоактивност. Стигао је непосредно након што је Радерфорд завршио свој предлог о компактном нуклеарном језгру за атоме. Чарлс Галтон Дарвин, такође у Манчестеру, управо је завршио анализу губитка енергије алфа честица у металима, закључивши да су судари електрона доминантни узрок губитка. Бор је у каснијем раду показао да ће се Дарвинови резултати побољшати узимајући у обзир енергију везивања електрона. Важно је да је ово омогућило Бору да закључи да атоми водоника имају један електрон.‍:195

## Развој
Затим је Бору његов пријатељ Ханс Хансен скренуо пажњу да се Балмерова серија израчунава коришћењем Балмерове формуле, емпиријске једначине коју је открио Јохан Балмер 1885. године и која описује таласне дужине неких спектралних линија водоника. Ово је даље генерализовао Јоханес Ридберг 1888. године, што је резултирало оним што је сада познато као Ридбергова формула. После овога, Бор је изјавио, „све је постало јасно“.
Године 1913, Нилс Бор је изнео три постулата како би пружио модел електрона који је конзистентан са Радерфордовим нуклеарним моделом:
1. Електрон је у стању да се окреће у одређеним стабилним орбитама око језгра без зрачења икакве енергије, супротно ономе што сугерише класични електромагнетизам. Ове стабилне орбите се називају стационарне орбите и постижу се на одређеним дискретним растојањима од језгра. Електрон не може имати ниједну другу орбиту између дискретних.
2. Стационарне орбите се постижу на удаљеностима за које је угаони момент ротирајућих електрона целобројни умножак редуковане Планкове константе: {\displaystyle m_{\mathrm {e} }vr=n\hbar }, где се {\displaystyle n=1,2,3,...} назива главним квантним бројем, и {\displaystyle \hbar =h/2\pi }. Најнижа вредност {\displaystyle n} је 1; ово даје најмањи могући орбитални радијус, познат као Боров радијус, од 0,0529 nm за водоник. Једном када се електрон нађе у овој најнижој орбити, он се не може даље приближити језгру. Полазећи од квантног правила угаоног момента, које је према Бору претходно дао Николсон у свом раду из 1912. године,,[19][20][22][21] Бор[12] је био у стању да израчуна енергије дозвољених орбита атома водоника и других атома и јона сличних водонику. Ове орбите су повезане са одређеним енергијама и називају се и енергетске љуске или енергетски нивои. У овим орбитама, убрзање електрона не доводи до зрачења и губитка енергије. Боров модел атома био је заснован на Планковој квантној теорији зрачења.
3. Електрони могу само да добијају и губе енергију тако што скачу из једне дозвољене орбите у другу, апсорбују или емитују електромагнетно зрачење са фреквенцијом {\displaystyle \nu } одређеном енергетском разликом нивоа према Планковом односу: {\displaystyle \Delta E=E_{2}-E_{1}=h\nu }, где је {\displaystyle h} Планкова константа.

Остале тачке су:
1. Као и Ајнштајнова теорија фотоелектричног ефекта, Борова формула претпоставља да се током квантног скока зрачи дискретна количина енергије. Међутим, за разлику од Ајнштајна, Бор се држао класичне Максвелове теорије електромагнетног поља. Квантизација електромагнетног поља је објашњена дискретношћу нивоа атомске енергије; Бор није веровао у постојање фотона.[24][25]
2. Према Максвеловој теорији, фреквенција {\displaystyle \nu } класичног зрачења је једнака фреквенцији ротације {\displaystyle \nu }rot електрона у његовој орбити, са хармоницима у целобројним вишекратницима ове фреквенције. Овај резултат је произашао из Боровог модела за скокове између нивоа енергије {\displaystyle E_{n}} и {\displaystyle E_{n-k}} када је {\displaystyle k} много мање од {\displaystyle n}. Ови скокови репродукују фреквенцију {\displaystyle k}-тог хармоника орбите {\displaystyle n}. За довољно велике вредности {\displaystyle n} (такозвана Ридбергова стања), две орбите укључене у процес емисије имају скоро исту фреквенцију ротације, тако да класична орбитална фреквенција није двосмислена. Али за мале {\displaystyle n} (или велике {\displaystyle k}), фреквенција зрачења нема недвосмислену класичну интерпретацију. Ово означава рођење принципа кореспонденције, који захтева да се квантна теорија сложи са класичном теоријом само у границама великих квантних бројева.
3. Бор–Крамерс–Слејтерова теорија (БКС теорија) је неуспели покушај да се прошири Боров модел, који нарушава очување енергије и момента у квантним скоковима, при чему закони одржања важе само у просеку.

Боров услов, да угаони момент буде целобројни умножак од {\displaystyle \hbar }, де Број је касније реинтерпретирао 1924. године као услов стојећег таласа: електрон је описан таласом и цео број таласних дужина мора да стане дуж обима орбите електрона:
{\displaystyle n\lambda =2\pi r.}
Према де Бројовој хипотези, честице материје као што је електрон понашају се као таласи. Де Бројева таласна дужина електрона је
{\displaystyle \lambda ={\frac {h}{mv}},}
што имплицира да
{\displaystyle {\frac {nh}{mv}}=2\pi r,}
или
{\displaystyle {\frac {nh}{2\pi }}=mvr,}
где је {\displaystyle mvr} угаони момент електрона у орбити. Пишући {\displaystyle \ell } за овај угаони момент, претходна једначина постаје
{\displaystyle \ell ={\frac {nh}{2\pi }},}
што је други Боров постулат.
Бор је описао угаони момент орбите електрона као {\displaystyle 2/h} док је де Бројева таласна дужина од {\displaystyle \lambda =h/p} описана са {\displaystyle h} подељеном електронским моментом. Међутим, 1913. Бор је оправдао своје правило позивањем на принцип кореспонденције, без давања било какве таласне интерпретације. Године 1913, није се сумњало на таласно понашање честица материје као што је електрон.
Године 1925, предложена је нова врста механике, квантна механика, у којој је Боров модел електрона који путују по квантизованим орбитама проширен у прецизнији модел кретања електрона. Нову теорију предложио је Вернер Хајзенберг. Други облик исте теорије, таласну механику, независно је открио аустријски физичар Ервин Шредингер другачијим расуђивањем. Шредингер је користио де Бројове таласе материје, али је тражио таласна решења тродимензионалне таласне једначине која описују електроне који су били ограничени да се крећу око језгра атома сличног водонику, тако што су били заробљени потенцијалом позитивног нуклеарног набоја.

## Енергијски нивои електрона у атому водоника
Боров модел је тачан само за једноелектронске системе попут водониковог атома или једноструко јонизованог хелијума. Такође може да се користи за прелазе код К-линија х-зрака ако се уведу додатни услови (видети доле Молсијев закон). У овом одељку изведене су формуле за енергијске нивое водониковог атома на основу Боровог модела.
Извођење почиње са три једноставне претпоставке:
1) Енергија електрона у орбити је сума његове потенцијалне и кинетичке енергије:
| {\displaystyle E\,} | {\displaystyle =E_{kin}+E_{pot}\,}                                                                                             |
|                     | {\displaystyle ={\begin{matrix}{\frac {1}{2}}\end{matrix}}m_{e}v^{2}-{\frac {kq_{e}^{2}}{r}}\quad \quad \quad \quad \quad (1)} |
где је {\displaystyle k=1/({4\pi \epsilon _{0}})}, а {\displaystyle q_{e}} наелектрисање електрона.
2) Момент импулса електрона може имати само одређене дискретне вредности:
{\displaystyle L=m_{e}vr=n{\frac {h}{2\pi }}=n\hbar \quad \quad \quad \quad \quad (2)}
где је  главни квантни број, n = 1,2,3,…, h Планкова константа, и {\displaystyle \hbar =h/(2\pi )}.
3) Електрон у орбити одржава Кулонова сила, дакле, Кулонова сила једнака је центрипеталној сили:
{\displaystyle {\frac {kq_{e}^{2}}{r^{2}}}={\frac {m_{e}v^{2}}{r}}\quad \quad \quad \quad \quad (3)\,}
Помножимо ли обе стране једначине (3) са r
{\displaystyle {\frac {kq_{e}^{2}}{r}}=m_{e}v^{2}\quad \quad \quad \quad \quad (4)\,}
са леве стране добијамо израз за потенцијалну енергију чијом заменом у једначини (1) налазимо да је укупна енергија електрона у орбити
{\displaystyle E={\begin{matrix}{\frac {1}{2}}\end{matrix}}m_{e}v^{2}-{\frac {kq_{e}^{2}}{r}}=-{\begin{matrix}{\frac {1}{2}}\end{matrix}}m_{e}v^{2}\,\quad \quad \quad \quad \quad (5)}
Сада треба да нађемо брзину електрона v. Решавањем једначине (2) по r налазимо,
{\displaystyle r={\frac {n\hbar }{m_{e}v}}.\,}
што заменом у једначини (4) даје,
{\displaystyle kq_{e}^{2}{\frac {m_{e}v}{n\hbar }}=m_{e}v^{2}\,}
Дељењем обе стране са  налазимо брзину електрона у атомској орбити
{\displaystyle {\frac {kq_{e}^{2}}{n\hbar }}=v\,}
Заменом ове вредности за брзину v у изразу за енергију, (5), а такође и вредности за k и {\displaystyle \hbar }, налазимо да енергија електрона у орбитама атома водоника има дискретне вредности које зависе од главног квантног броја, n:
| {\displaystyle E_{n}\,} | {\displaystyle ={\frac {-1}{2}}m_{e}\left({\frac {kq_{e}^{2}}{n\hbar }}\right)^{2}\,}                               |
|                         | {\displaystyle ={\frac {-1}{2}}m_{e}\left({\frac {1}{4\pi \epsilon _{0}}}q_{e}^{2}{\frac {2\pi }{nh}}\right)^{2}\,} |
|                         | {\displaystyle ={\frac {-m_{e}q_{e}^{4}}{8h^{2}\epsilon _{0}^{2}}}{\frac {1}{n^{2}}}\,}                             |
Или заменом нумеричких вредности за константе,
| {\displaystyle E_{n}=(-13.6\ \mathrm {eV} ){\frac {1}{n^{2}}}\,} |
Дакле, најнижи енергијски ниво водоника (n = 1) је око -13,6 . Следећи енергијски ниво (n = 2) је на -3,4 eV. Трећи (n = 3) је на -1,51 eV, и тако даље. Треба уочити да су све енергије негативне што значи да се електрон налази у везаном стању са атомским језгром (у овом случају протоном). (Позитивне енергије одговарају јонизованом атому, дакле, атому за који електрон више није везан.

### Енергија и друге константе
Пошавши од онога што је горе већ нађено
{\displaystyle E_{n}={\frac {-m_{e}q_{e}^{4}}{8h^{2}\epsilon _{0}^{2}}}{\frac {1}{n^{2}}}\,}
и проширујући разломак са {\displaystyle c^{2}}, налазимо
{\displaystyle E_{n}={\frac {-m_{e}c^{2}q_{e}^{4}}{8h^{2}c^{2}\epsilon _{0}^{2}}}{\frac {1}{n^{2}}}\,}
или преуређивањем
{\displaystyle E_{n}=-{\frac {1}{2}}m_{e}c^{2}\left({\frac {q_{e}^{4}}{4h^{2}c^{2}\epsilon _{0}^{2}}}\right){\frac {1}{n^{2}}}}
Одавде можемо да изразимо енергијске нивое преко осталих константи:
{\displaystyle E_{n}={\frac {-E_{r}\alpha ^{2}}{2n^{2}}}}
где је,
{\displaystyle E_{n}\ } енергијски ниво електрона у атому
{\displaystyle E_{r}\ } енергија масе мировања електрона
{\displaystyle \alpha \ } константа фине структуре
{\displaystyle n\ } главни квантни број.

## Ридбергова формула
Почевши од касних 1860-их, Јохан Балмер и касније Јоханес Ридберг и Валтер Риц развили су све тачнију емпиријску формулу која одговара измереним атомским спектралним линијама. Критично за Боров каснији рад, Ридберг је изразио своју формулу у смислу таласног броја, еквивалентног фреквенцији. Ова формула је садржала константу, {\displaystyle R}, сада познату Ридбергову константу и пар целих бројева који индексирају линије:‍:247
{\displaystyle \nu =R\left({\frac {1}{m^{2}}}-{\frac {1}{n^{2}}}\right).}
Упркос многим покушајима, ниједна теорија атома није могла да репродукује ове релативно једноставне формуле.‍:169
У Боровој теорији описивање енергије прелаза или квантних скокова између нивоа орбиталне енергије може да објасни ове формуле. За атом водоника Бор почиње са својом изведеном формулом за енергију ослобођену док се слободни електрон креће у стабилну кружну орбиту индексирану са {\displaystyle \tau }:
{\displaystyle W_{\tau }={\frac {2\pi ^{2}me^{4}}{h^{2}\tau ^{2}}}}
Разлика енергије између два таква нивоа је тада: 
{\displaystyle h\nu =W_{\tau _{2}}-W_{\tau _{1}}={\frac {2\pi ^{2}me^{4}}{h^{2}}}\left({\frac {1}{\tau _{2}^{2}}}-{\frac {1}{\tau _{1}^{2}}}\right)}
Стога Борова теорија даје Ридбергову формулу и штавише нумеричку вредност Ридбергове константе за водоник у смислу фундаменталнијих константи природе, укључујући наелектрисање електрона, масу електрона и Планкову константу:‍:31
{\displaystyle cR_{H}={\frac {2\pi ^{2}me^{4}}{h^{3}}}.}
Пошто је енергија фотона
{\displaystyle E={\frac {hc}{\lambda }},}
ови резултати се могу изразити у смислу таласне дужине емитованог фотона:
{\displaystyle {\frac {1}{\lambda }}=R\left({\frac {1}{n_{f}^{2}}}-{\frac {1}{n_{i}^{2}}}\right).}
Борово извођење Ридбергове константе, као и истовремено слагање Борове формуле са експериментално посматраним спектралним линијама Лајманове (nf =1), Балмерове (nf =2), и Пашенове (nf =3) серије, и успешно теоријско предвиђање других линија које још нису биле примећене, био је један од разлога што је његов модел одмах прихваћен.‍:34
Да би се применила на атоме са више од једног електрона, Ридбергова формула се може модификовати заменом Z са Z − b или n са n − b где је b константа која представља ефекат скрининга због унутрашње љуске и других електрона (погледајте електронску љуску и каснију дискусију о „моделу љуске атома“ у наставку). Ово је утврђено емпиријски пре него што је Бор представио свој модел.

## Модел љуске (тежи атоми)
Борова оригинална три рада из 1913. су углавном описивала конфигурацију електрона у лакшим елементима. Бор је своје електронске љуске назвао „прстеновима” 1913. године. Атомске орбитале унутар љуски нису постојале у време његовог планетарног модела. Бор објашњава у трећем делу свог чувеног рада из 1913. да је максимум електрона у љусци осам, пишући: „Даље, видимо да прстен од n електрона не може да се окреће у појединачном прстену око језгра наелектрисања ne осим ако је n < 8.” За мање атоме, електронске љуске би биле попуњене на следећи начин: „прстенови електрона ће се спојити само ако садрже једнак број електрона; и да ће према томе бројеви електрона на унутрашњим прстеновима бити само 2, 4, 8“. Међутим, код већих атома најдубља љуска би садржала осам електрона, „с друге стране, периодични систем елемената снажно сугерише да ће се већ у неону N = 10 појавити унутрашњи прстен од осам електрона”. Бор је написао „Из горе наведеног долазимо до следеће могуће шеме за распоред електрона код лаких атомима:“
| Елемент | Електрони по љусци | Елемент | Електрони по љусци | Елемент | Електрони по љусци |
| ------- | ------------------ | ------- | ------------------ | ------- | ------------------ |
| 1       | 1                  | 9       | 4, 4, 1            | 17      | 8, 4, 4, 1         |
| 2       | 2                  | 10      | 8, 2               | 18      | 8, 8, 2            |
| 3       | 2, 1               | 11      | 8, 2, 1            | 19      | 8, 8, 2, 1         |
| 4       | 2, 2               | 12      | 8, 2, 2            | 20      | 8, 8, 2, 2         |
| 5       | 2, 3               | 13      | 8, 2, 3            | 21      | 8, 8, 2, 3         |
| 6       | 2, 4               | 14      | 8, 2, 4            | 22      | 8, 8, 2, 4         |
| 7       | 4, 3               | 15      | 8, 4, 3            | 23      | 8, 8, 4, 3         |
| 8       | 4, 2, 2            | 16      | 8, 4, 2, 2         | 24      | 8, 8, 4, 2, 2      |

У трећем Боровом раду из 1913. године под називом „Системи који садрже неколико језгара”, он каже да два атома формирају молекуле на симетричној равни и он се враћа описивању водоника. Боров модел из 1913. није детаљно расправљао о вишим елементима и Џон Вилијам Николсон је био један од првих који је 1914. доказао да не може да функционише за литијум, али да је био привлачна теорија за водоник и јонизовани хелијум.
Године 1921, пратећи рад хемичара и других укључених у рад на периодном систему, Бор је проширио модел водоника да би дао приближан модел за теже атоме. Ово је дало физичку слику која је по први пут репродуковала многа позната атомска својства, иако су та својства предложена истовремено са идентичним радом хемичара Чарлса Ругелија Берија.
Боров партнер у истраживању током 1914. до 1916. био је Валтер Косел који је кориговао Боров рад како би показао да електрони интерагују кроз спољне прстенове, и Косел је прстенове назвао: „љуске“. Ервинг Лангмјур је заслужан за први одрживи распоред електрона у љусци са само два у првој љусци и повећањем до осам у следећој према правилу октета из 1904. године, иако је Косел већ 1916. предвидео максимално осам по љусци. Тежи атоми имају више протона у језгру и више електрона за поништавање наелектрисања. Бор је од ових хемичара преузео идеју да свака дискретна орбита може да задржи само одређени број електрона. По Коселу, након што се орбита напуни, требало би да се користи следећи ниво. Ово даје атому структуру љуске коју су дизајнирали Косел, Лангмјур и Бери, у којој свака љуска одговара Боровој орбити.
Овај модел је још приближнији од модела водоника, јер третира електроне у свакој љусци као неинтерагујуће. Али одбијања електрона донекле се узимају у обзир феноменом скрининга. Електрони у спољним орбитама не само да круже око језгра, већ се крећу и око унутрашњих електрона, тако да је ефективно наелектрисање Z које осећају смањено за број електрона у унутрашњој орбити.
На пример, атом литијума има два електрона у најнижој орбити од 1s, и ове орбите на Z = 2. Сваки од њих види нуклеарни набој од Z = 3 минус ефекат скрининга другог, што грубо смањује нуклеарни набој за 1 јединицу. То значи да најдубљи електрони круже на приближно 1/2 Боровог радијуса. Најудаљенији електрон у литијуму кружи на приближно Боровом радијусу, пошто два унутрашња електрона смањују нуклеарно наелектрисање за 2. Овај спољашњи електрон би требало да буде на скоро једном Боровом радијусу од језгра. Пошто се електрони снажно одбијају, опис ефективног наелектрисања је веома приближан; ефективно наелектрисање Z обично се не појављује као цео број.
Модел љуске био је у стању да квалитативно објасни многа мистериозна својства атома која су постала кодификована крајем 19. века у периодном систему елемената. Једна особина је била величина атома, која се приближно могла одредити мерењем вискозитета гасова и густине чистих кристалних чврстих материја. Атоми имају тенденцију да буду мањи на десном крају периодне табели, а постају много већи у следећем реду табеле. Атоми на десној страни табеле имају тенденцију да добију електроне, док атоми с леве стране теже да их изгубе. Сваки елемент у последњој колони табеле је хемијски инертан (племенити гас).
У моделу љуске овај феномен се објашњава пуњењем љуске. Узастопни атоми постају мањи јер испуњавају орбите исте величине, све док се орбита не попуни, у ком тренутку следећи атом у табели има слабо везан спољашњи електрон, што доводи до његовог ширења. Прва Борова орбита је испуњена када има два електрона, што објашњава зашто је хелијум инертан. Друга орбита дозвољава осам електрона, а када је пуна атом је неон, који је опет инертан. Трећа орбитала поново садржи осам, осим што у правилнијем третману Сомерфелда (репродукованом у савременој квантној механици) постоје додатни „d” електрони. Трећа орбита може садржати додатних 10 d електрона, али ове позиције нису попуњене док се не попуни још неколико орбитала са следећег нивоа (испуњавање n=3 d орбитала производи 10 прелазних елемената). Неправилан образац пуњења је ефекат интеракција између електрона, које се не узимају у обзир ни у Боровом, ни у Сомерфелдовом моделу, и које је тешко израчунати чак и у савременом третману.

## Мозлијев закон и прорачун (К-алфа рендгенске емисионе линије)
Нилс Бор је 1962. рекао: „Видите, заправо, Радерфордов рад није био схваћен озбиљно. Данас ми то не можемо да разумемо, али уопште није био схваћен озбиљно. Нигде се то није помињало. Велика промена је дошла од Мозлија.”
Хенри Мозли је 1913. године пронашао емпиријску везу између најјаче рендгенске линије коју емитују атоми под бомбардовањем електрона (тада позната као К-алфа линија) и њиховог атомског броја Z. Утврђено је да се Мозлијева емпиријска формула може извести из Ридбергове формуле и касније Борове формула (Мозли заправо помиње само Ернеста Радерфорда и Антонијуса Ван ден Брука у смислу модела јер су ови објављени пре Мозлијевог рада, а Мозлијев рад из 1913. објављен је истог месеца када и прва публикација о Боровом моделу). Две додатне претпоставке су да [1] ова рендгенска линија потиче од прелаза између енергетских нивоа са квантним бројевима 1 и 2, и [2], да атомски број Z када се користи у формули за атоме теже од водоника, треба да буде умањен за 1, на (Z − 1)2.
Мозли је писао Бору, збуњен својим резултатима, али Бор није могао да помогне. У то време је мислио да би претпостављена најдубља „К“ љуска електрона требало да има најмање четири електрона, а не два која би уредно објаснила резултат. Тако је Моселеи објавио своје резултате без теоријског објашњења.
Валтер Косел је 1914. и 1916. године објаснио да ће се у периодном систему стварати нови елементи како се електрони додају спољашњој љусци. У Коселовом раду он пише: „Ово доводи до закључка да електроне, који се даље додају, треба ставити у концентричне прстенове или љуске, на сваком од којих ... само одређени број електрона — наиме, осам у нашем случају — треба да се распореди. Чим се заврши један прстен или љуска, мора се почети нови за следећи елемент; број електрона, који су најлакше доступни, а леже на крајњој периферији, поново расте од елемента до елемента и, стога, у формирању сваке нове љуске хемијска периодичност се понавља.” Касније, хемичар Лангмјур је схватио да је ефекат изазван скринингом наелектрисања, са унутрашњом љуском која садржи само 2 електрона. У свом раду из 1919. Ервинг Лангмјур је постулирао постојање „ћелија“ од којих свака може да садржи само два електрона, и оне су распоређене у „једнако удаљене слојеве“.
У Мозлијевом експерименту, један од најдубљих електрона у атому је избачен, остављајући слободно место у најнижој Боровој орбити, која садржи само један преостали електрон. Ово празно место тада попуњава електрон из следеће орбите, која има n=2. Али n=2 електрона виде ефективно наелектрисање од Z − 1, што је вредност прикладна за наелектрисање језгра, када један електрон остане у најнижој Боровој орбити да заклони нуклеарно наелектрисање +Z и смањи га за −1 (због негативног наелектрисања електрона који заклања позитивно наелектрисање језгра). Енергија добијена испуштањем електрона из друге љуске у прву даје Мозлијев закон за К-алфа линије,
{\displaystyle E=h\nu =E_{i}-E_{f}=R_{\mathrm {E} }(Z-1)^{2}\left({\frac {1}{1^{2}}}-{\frac {1}{2^{2}}}\right),}
или
{\displaystyle f=\nu =R_{\mathrm {v} }\left({\frac {3}{4}}\right)(Z-1)^{2}=(2.46\times 10^{15}~{\text{Hz}})(Z-1)^{2}.}
Овде је Rv = RE/h Ридбергова константа, у смислу фреквенције једнаке 3,28 x 1015 Hz. За вредности Z између 11 и 31, овај последњи однос је емпиријски извео Мозли, у једноставном (линеарном) дијаграму квадратног корена фреквенције рендгенских зрака у односу на атомски број (међутим, за сребро, Z = 47, експериментално добијен члан скрининга треба заменити са 0,4). Без обзира на своју ограничену валидност, Мозлијев закон не само да је утврдио објективно значење атомског броја, већ је, како је Бор приметио, учинио више од Ридберговог извођења да се успостави валидност Радерфорд/Ван ден Брок/Боровог нуклеарног модела атома, са атомским бројем (местом у периодном систему) који означава целе јединице нуклеарног набоја. Ван ден Брук је објавио свој модел у јануару 1913. показујући да је периодни систем уређен према наелектрисању, док Боров атомски модел није објављен до јула 1913. године.
Сада је познато да је К-алфа линија Мозлијевог времена пар блиских линија, написаних као (Kα1 и Kα2) у Сигбановој нотацији.

## Недостаци
Боров модел атома дао је теоријско објашњење стабилности атома, спектра зрачења атома и димензија атома – то су три најбитнија елемента која су дала значај овој теорији. Основни недостатак Борове теорије је недоследност. Она претпоставља постојање само неких могућих стабилних стања атома, односно, квантних стања; у тим стањима електрон не емитује зрачење иако се креће по кружној путањи. То је по класичној физици немогуће, тј. према Боровој теорији за кретање електрона у атому не важе закони класичне електродинамике. С друге стране, кретање електрона објашњава се законима класичне механике. Борова теорија је представљала значајну прелазну етапу између класичне физике и нове квантне теорије. Класична теорија није могла да објасни низ појава у микросвету и у том домену је постала неупотребљива. Са Планком и Бором почео је и развој квантне механике – комплетније теорије која добро објашњава појаве у атомима, молекулима, кристалима. Боров модел атома је потиснуо модел валентних љуски. Међутим, иако је Боров модел застарела научна теорија, због своје једноставности и коректних резултата у неким случајевима, он се често предаје на уводним курсевима квантне механике.
Боров модел даје нетачну вредност L=ħ за орбитални угаони момент основног стања: познато је да је угаони момент у правом основном стању нула из експеримента. Иако менталне слике донекле не успевају на овим нивоима скале, за електрон у најнижој модерној „орбитали” без орбиталног момента, може се мислити да уопште не ротира „око” језгра, већ само да га чврсто обилази по елипси са нултом површином (ово се може приказати као „напред и назад“, без ударања или интеракције са језгром). Ово се репродукује само у софистициранијем полукласичном третману као што је Сомерфелдов. Ипак, чак ни најсофистициранији полукласични модел не успева да објасни чињеницу да је најниже енергетско стање сферно симетрично – оно није усмерено у неком одређеном правцу.
Ипак, у савременом потпуно квантном третману у фазном простору, одговарајућа деформација (пажљиво пуно проширење) полукласичног резултата прилагођава вредност угаоног момента исправној ефективној. Као последица тога, израз основног физичког стања се добија померањем нестајућег израза квантног угаоног момента, што одговара сферној симетрији.
У савременој квантној механици, електрон у водонику је сферни облак вероватноће који постаје гушћи у близини језгра. Константа брзине распадања вероватноће у водонику једнака је инверзној вредности Боровог радијуса, али пошто је Бор радио са кружним орбитама, а не са елипсама нулте површине, чињеница да се ова два броја тачно слажу сматра се „случајношћу“. (Међутим, постоји много таквих случајних договора између полукласичног и потпуног квантно-механичког третмана атома; они укључују идентичне нивое енергије у атому водоника и извођење константе фине структуре, која произилази из релативистичког Бор–Сомерфелдовог модела (види испод) и што је једнако потпуно другачијем концепту, у потпуној модерној квантној механици).
Боров модел такође има потешкоћа са, или не успева да објасни:
- Велики део спектра већих атома. У најбољем случају, може да предвиди К-алфа и неке Л-алфа спектре рендгенске емисије за веће атоме, ако се направе две додатне ад хок претпоставке. Емисиони спектри за атоме са једним електроном у спољашњем омотачу (атоми у литијумској групи) се такође могу приближно предвидети. Такође, ако су познати емпиријски фактори електронско-нуклеарног скрининга за многе атоме, многе друге спектралне линије се могу закључити из тих информација, у сличним атомима различитих елемената, преко принципа Риц-Ридбергове комбинације (види Ридбергову формулу). Све ове технике у суштини користе Борову Њутнову слику енергетског потенцијала атома.
- Релативни интензитети спектралних линија; иако је у неким једноставним случајевима, Борова формула или њене модификације, била у стању да пружи разумне процене (на пример, Крамерсови прорачуни за Штарков ефекат).
- Постојање фине структуре и хиперфине структуре у спектралним линијама, за које се зна да су последица низа релативистичких и суптилних ефеката, као и компликација због спина електрона.
- Земанов ефекат – промене спектралних линија услед спољашњих магнетних поља; ово је такође последица компликованијих квантних принципа који су у интеракцији са спином електрона и орбиталним магнетним пољима.
- Модел такође крши принцип несигурности јер сматра да електрони имају познате орбите и локације, два параметра која се не могу мерити истовремено.
- Дублети и триплети се појављују у спектрима неких атома као веома блиски парови линија. Боров модел не може рећи зашто би неки нивои енергије требали бити веома близу.
- Вишеелектронски атоми немају нивое енергије предвиђене моделом. Није применљив на (неутрални) хелијум.

## Побољшања
Предложено је неколико побољшања Боровог модела, пре свега Сомерфелдови или Бор–Сомерфелдови модели, који сугеришу да електрони путују елиптичним орбитама око језгра уместо кружних орбита Боровог модела. Овај модел је допунио услов квантизованог угаоног момента Боровог модела са додатним радијалним условом квантизације, Вилсон-Сомерфелдовим условом квантизације,
{\displaystyle \int _{0}^{T}p_{r}\,dq_{r}=nh,}
где је pr радијални импулс канонски конјугован са координатом qr, што је радијални положај, а T је један пун орбитални период. Интеграл је дејство координата акција-угао. Овај услов, предложен принципом кореспонденције, једини је могућ, пошто су квантни бројеви адијабатске инваријанте.
Бор–Сомерфелдов модел је био суштински недоследан и довео је до многих парадокса. Магнетни квантни број мерио је нагиб орбиталне равни у односу на xy раван, и могао је да узме само неколико дискретних вредности. Ово је у супротности са очигледном чињеницом да атом може имати било коју оријентацију у односу на координате, без ограничења. Сомерфелдова квантизација се може извести у различитим канонским координатама и понекад даје различите одговоре. Укључивање радијационих корекција било је тешко, јер је захтевало проналажење координата акционог угла за комбиновани систем зрачење/атом, што је тешко када је зрачењу дозвољено да побегне. Цела теорија се није протезала на неинтеграбилна кретања, што је значило да се многи системи не могу третирати чак ни у принципу. На крају, модел је замењен савременим квантно-механичким третманом атома водоника, који је први дао Волфганг Паули 1925. године, користећи Хајзенбергову матричну механику. Садашња слика атома водоника заснива се на атомским орбиталама таласне механике, коју је Ервин Шредингер развио 1926. године.
Међутим, то не значи да је Бор–Сомерфелдов модел био без успеха. Прорачуни засновани на Бор–Сомерфелдовом моделу били су у стању да прецизно објасне низ сложенијих атомских спектралних ефеката. На пример, до пертурбација првог реда, Боров модел и квантна механика дају иста предвиђања за цепање спектралне линије у Штарковом ефекту. Међутим, код пертурбација вишег реда, Боров модел и квантна механика се разликују, а мерења Штарковог ефекта под великим снагама поља помогла су да се потврди исправност квантне механике у односу на Боров модел. Преовлађујућа теорија иза ове разлике лежи у облицима орбитала електрона, који варирају у зависности од енергетског стања електрона.
Бор–Сомерфелдови услови квантизације доводе до питања у модерној математици. Конзистентан семикласични услов квантизације захтева одређени тип структуре на фазном простору, што поставља тополошка ограничења на типове симплектичких многострукости који се могу квантовати. Конкретно, симплектички облик треба да буде облик закривљености везе Хермитијанског линијског снопа, који се назива предквантизација.
Бор је такође ажурирао свој модел 1922. године, под претпоставком да одређени бројеви електрона (на пример, 2, 8 и 18) одговарају стабилним „затвореним љускама“.

## Модел хемијске везе
Нилс Бор је предложио модел атома и модел хемијске везе. Према његовом моделу за двоатомски молекул, електрони атома молекула формирају ротирајући прстен чија је раван окомита на осу молекула и једнако удаљена од атомских језгара. Динамичка равнотежа молекуларног система постиже се равнотежом сила између сила привлачења језгара у раван прстена електрона и сила међусобног одбијања језгара. Боров модел хемијске везе узео је у обзир Кулоново одбијање – електрони у прстену су на максималној удаљености један од другог.

## Симболика планетарних атомских модела
Иако је Боров атомски модел замењен квантним моделима током 1920-их, визуелна слика електрона који круже око језгра остала је популаран концепт атома. Концепт атома као сићушног планетарног система се нашироко користи као симбол за атоме, па чак и за „атомску“ енергију (иако се то исправније сматра нуклеарном енергијом).‍:58 Примери његове употребе током прошлог века укључују, али нису ограничени на:
- Лого Комисије за атомску енергију Сједињених Држава, који је делимично био одговорна за његову каснију употребу, посебно у вези са технологијом нуклеарне фисије.
- Застава Међународне агенције за атомску енергију је „амблем са врхом и ротирајућим атомом“,[59] заграђен маслиновим гранчицама.
- Лого америчке мале бејзбол лиге Албукерки изотопи приказује бејзбол лопте као електроне који круже око великог слова „А”.
- Сличан симбол, атомски вртлог, изабран је као симбол за Америчке атеисте, и почео је да се користи као симбол атеизма уопште.
- Кодна тачка Уникода разних симбола U+269B (⚛) за атом изгледа као модел планетарног атома.
- Телевизијска емисија Теорија великог праска користи слику налик планети у свом штампаном логотипу.
- Јаваскрипт библиотека React користи слику налик планети као свој лого.
- На мапама се обично користи за означавање нуклеарне електране.